# Zoran Milutinović
Zoran Milutinović (* 1. březen 1988, Prijedor, Jugoslávie, dnešní Bosna a Hercegovina) je bosenský fotbalový záložník, od roku 2020 hrající v české třetí nejvyšší soutěži, konkrétně v Sokolu Brozany.
V roce 2009 nastoupil utkání fotbalové reprezentace Bosny a Hercegoviny do 21 let.

## Fotbalová kariéra
S fotbalem začal v osmi letech, a to konkrétně v týmu FK Rudar Prijedor. O několik let později si jej všimlo vedení pražské Slavie a do týmu si jej přivedlo.
Ve Slavia nastoupil rovnou do B-týmu, kde stabilně hrál v základní sestavě. Podzim 2010 odehrál na hostování v týmu FC Hlučín, než se dostal do zimní přípravy A-týmu Slavie pod vedením trenéra Michala Petrouše. Přípravu s týmem absolvoval celou a uvedl se například krásným golem v přátelském utkání s Hajdukem Split na jeho stadionu před 40 000 diváky při příležitosti oslav stých narozenin tohoto chorvatského klubu. Tímto golem potvrdil vítězství Slavie 2:0, když první branku vstřelil Karol Kisel.
Do prvního ligového zápasu naskočil na jaře 2011 v zápase proti Brnu. O dvě utkání později si připsal i první branku v utkání s Teplicemi, kterou završil konečné skóre tohoto utkání na 4:1 ve prospěch Slavie. V zimě 2012 v týmu skončil.